# Sent Maurici (Landes)
Sent Maurici d'Ador (en francès Saint-Maurice-sur-Adour) és un municipi francès situat al departament de les Landes i a la regió de la Nova Aquitània.

## Demografia
| 1962                                       | 1968 | 1975 | 1982 | 1990 | 1999 | 2007 |
| ------------------------------------------ | ---- | ---- | ---- | ---- | ---- | ---- |
| 278                                        | 292  | 376  | 484  | 490  | 509  | 621  |
| Des de 1962: població sense dobles comptes |      |      |      |      |      |      |

## Administració
| Període   | Identitat       | Partit |
| --------- | --------------- | ------ |
| 2001-2008 | Alexis Brethous |        |
| 2008-     | Jacques Chopin  |        |